# Масахиро Хасеми
Масахиро Хасеми (長谷見 昌弘 Hasemi Masahiro?), на английски: Masahiro Hasemi е бивш пилот от Формула 1. Роден на 13 ноември 1945 г. в Токио, Япония.

## Формула 1
Масахиро Хасеми прави своя дебют във Формула 1 в Голямата награда на Япония през 1976 г. В световния шампионат записва 1 състезания като не успява да спечели точки, но записва най-бърза обиколка с отбора на Коджима.